# Sotírios Voúlgaris
Pour les articles homonymes, voir Voúlgaris.
Sotírios Voúlgaris (en grec moderne : Σωτήριος Βούλγαρης) est un joaillier grec, né en mars 1857 à Kalarrýtes, dans la région grecque d'Epire. Il fonde l'entreprise Bulgari en 1884 à Rome.

## Biographie

### Débuts
Des onze enfants de sa famille, Sotírios Voúlgaris est le seul à se montrer intéresser par l'orfèvrerie, passion éveillée par son grand-père Konstantínos, vendeur ambulant dans les villages d'Épire. Son talent pour concevoir des bijoux naît ainsi et se concrétise par l'ouverture, avec l'aide de son père, d'une boutique à Paramythiá.

### Exil
À cette époque, Paramythiá et d'autres villages de la région sont confrontés à de nombreux problèmes causés par les autorités ottomanes qui occupent toujours l'Épire. Les incendies répétés du village et les graves dommages subis par la boutique poussent Sotírios Voúlgaris à déménager, en 1877, à Corfou d'abord, puis en Italie.
À Naples, la famille ouvre sa première bijouterie d'or. Cependant, la forte criminalité de la ville constitue un problème majeur pour leur précieuse marchandise. Après plusieurs cambriolages, ils sont contraints de fermer. En conséquence, Sotírios Voúlgaris et sa famille décident de déménager à Rome en 1881.

### Fondation de Bulgari
Trois ans plus tard, en 1884, il fonde son entreprise, Bulgari, ouvrant un deuxième magasin dans la Via Sistina. Le magasin de Via Sistina est remplacé par l'actuel magasin phare de la Via Condotti en 1905, ouvert avec l'aide de ses deux fils, Konstantínos (1889-1973) et Geórgios (1890-1966). Le père et ses fils se spécialisent, à partir de 1910, dans la joaillerie.